# إيفيت هيغينز
إيفيت هيغينز (بالإنجليزية: Yvette Higgins)‏ هي لاعبة كرة الماء أسترالية، ولدت في 5 يناير 1978 في سيدني في أستراليا.

## وصلات خارجية
- إيفيت هيغينز على موقع الاتحاد الدولي للسباحة (الإنجليزية)
- إيفيت هيغينز على موقع اللجنة الأولمبية الدولية (الإنجليزية)
- إيفيت هيغينز على موقع أوليمبيديا (الإنجليزية)
- إيفيت هيغينز على موقع اللجنة الأولمبية الأسترالية (الإنجليزية)